# Daniel Jansen
Daniel Ervin Jansen –conocido como Dan Jansen– (Milwaukee, 17 de junio de 1965) es un deportista estadounidense que compitió en patinaje de velocidad sobre hielo. 
Participó en cuatro Juegos Olímpicos de Invierno, entre los años 1984 y 1994, obteniendo una medalla de oro en Lillehammer 1994, en la prueba de 1000 m, el cuarto lugar en Sarajevo 1984 y el cuarto en Albertville 1992, en la misma prueba.
Ganó cinco medallas en el Campeonato Mundial de Patinaje de Velocidad sobre Hielo en Distancia Corta entre los años 1985 y 1994.

## Palmarés internacional
| Juegos Olímpicos                      | Juegos Olímpicos            | Juegos Olímpicos  | Juegos Olímpicos      |
| Año                                   | Lugar                       | Medalla           | Prueba                |
| ------------------------------------- | --------------------------- | ----------------- | --------------------- |
| 1994                                  | Lillehammer (Noruega)       | Medalla de oro    | 1000 m                |
| Campeonato Mundial en Distancia Corta |                             |                   |                       |
| Año                                   | Lugar                       | Medalla           | Prueba                |
| 1985                                  | Heerenveen (Países Bajos)   | Medalla de bronce | Clasificación general |
| 1986                                  | Karuizawa (Japón)           | Medalla de plata  | Clasificación general |
| 1988                                  | West Allis (Estados Unidos) | Medalla de oro    | Clasificación general |
| 1992                                  | Oslo (Noruega)              | Medalla de plata  | Clasificación general |
| 1994                                  | Calgary (Canadá)            | Medalla de oro    | Clasificación general |